# Ritual romano

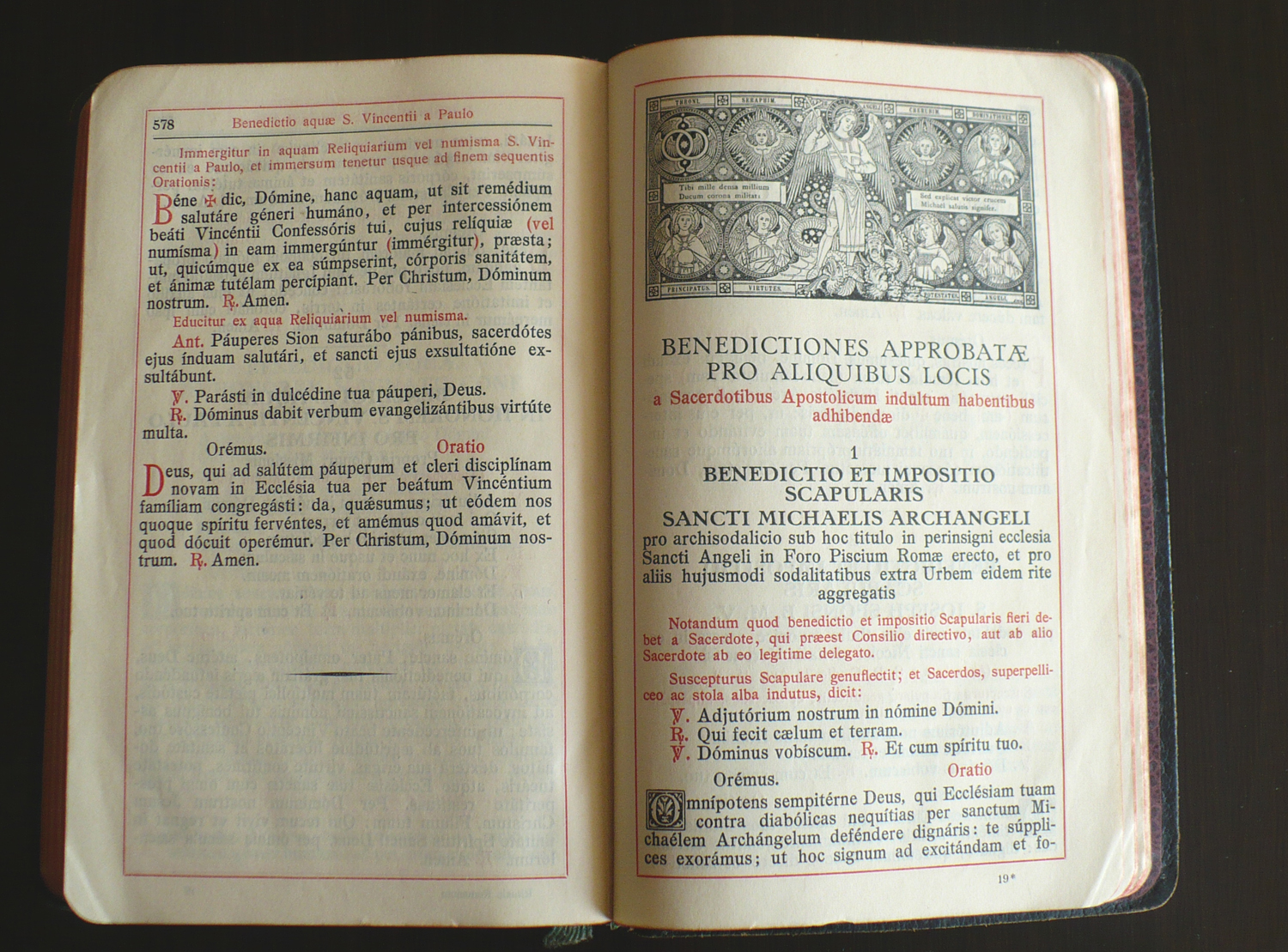
Copia moderna del libro Ritual romano, contiene una recopilación de los principales rituales de la Iglesia católica.

El Ritual Romano (Latín: Rituale Romanum) es un libro que contiene todos los ritos de la Iglesia católica excepto la celebración de la eucaristía (que se encuentra en el Misal Romano), la liturgia de las horas (que se encuentra en el Breviario Romano o Liturgia de las Horas) y todos aquellos ritos que preside un obispo (que se encuentran en el Pontifical Romano). 

## Primeros rituales
El Ritual Romano nace sobre todo de la necesidad práctica de reunir en un solo volumen todos los ritos de los ministros católicos de rito romano. A lo largo de la historia diversas iglesias, instituciones o personas elaboraban sus propias colecciones, como los sacramentarios Gelasiano o Veronense, o como la colección que el Card. Santorio publicó a título personal en 1586. Sin embargo, la primera versión con carácter oficial del Rituale Romanum es la que, basándose en la colección del Card. Santorio, publica Pablo V en 1614 mediante el breve Apostolicae Sedis.

## Ritual de Pío XII
El Ritual promulgado por Pío XII en 1952, basado en el de Pablo V pero con muchas más bendiciones, contiene los siguientes capítulos:
- Titulus I. De iis quae in administratioe sacramentorum generaliter servanda sunt
- Titulus II. De Sacramento Baptismi rite administrandum
- Titulus III. De Sacramento Confirmationis
- Titulus IV. De Sacramento Poenitentiae
- Titulus V. De sanctissimo Eucharistiae Sacramento
- Titulus VI. De Sacramento extremae Unctionis
- Titulus VII. De Exequiis
- Titulus VIII. De Sacramento Matrimonii
- Titulus IX. De Benedictionibus
- Titulus X. De Processionibus
- Titulus XI. De Litaniae approbatae
- Titulus XII. De exorcizandis Obsessis a Daemonio

## Ritual de Pablo VI
El Concilio Vaticano II pidió una profunda revisión de los sacramentos y sacramentales. El Ritual reformado no se publicó en un solo volumen, sino que cada apartado se iba publicando como un libro diferente conforme se revisaba y era aprobado. No obstante, al inicio de cada volumen y antes del título propio, siempre aparece el encabezado: Rituale Romanum ex decreto Sacrosancti Oecumenici Concilii Vaticani II instauratum (Ritual Romano instaurado por decreto del Sacrosanto Concilio Ecuménico Vaticano II).
Estos son los volúmenes en orden de publicación:
- Ordo Baptismi Parvulorum (1969). Ritual del Bautismo de niños.
- Ordo celebrandi Matrimonium (1969). Ritual del Matrimonio.
- Ordo Exsequiarum (1969). Ritual de exequias.
- Ordo Professionis religiosae (1970). Ritual de la Profesión religiosa.
- Ordo Confirmationis (1971). Ritual de la Confirmación.
- Ordo Unctionis Infirmorum eorumque pastoralis Curae (1972). Ritual de la Unción y cuidado pastoral de los enfermos.
- Ordo Initiationis Christianae Adultorum (1972). Ritual de la iniciación cristiana de adultos.
- De sacra Communione et de Cultu Mysterii Eucharistici extra Missam (1973). Ritual de la Sagrada Comunión y del Culto a la Eucaristía fuera de la Misa.
- Ordo Paenitentiae (1974). Ritual de la Penitencia.
- De Benedictionibus (1984). Bendicional.
- De Exorcismis et supplicationibus quibusdam (1999). Ritual de exorcismos.